# (14960) Yule
(14960) Yule es un asteroide perteneciente al cinturón de asteroides descubierto por Paul G. Comba el 21 de mayo de 1996 desde el Observatorio de Prescott.

## Designación y nombre
Designado provisionalmente como 1996 KO, fue nombrado en honor a George Udny Yule (1871-1951), estadístico, profesor en el University College de Londres y miembro del St. John's College de Cambridge, trabajó en regresión y correlación, series temporales y epidemiología. Su libro A Statistical Study of Literary Style (1944) fue un esfuerzo pionero en el análisis cuantitativo del estilo literario.

## Características orbitales
Yule está situado a una distancia media de 2,684 ua, pudiendo alejarse un máximo de 3,257 ua y acercarse un máximo de 2,112 ua. Tiene una excentricidad de 0,213 y la inclinación orbital 12,187 grados. Emplea 1606,39 días en completar una órbita alrededor del Sol.

## Características físicas
Jakobsteiner tiene una magnitud absoluta de 14,51. 